# Langues siouanes
Les langues siouanes (ou sioux-catawba) constituent une famille de langues amérindiennes d'Amérique du Nord qui se situe principalement dans les Grandes Plaines du nord des États-Unis avec quelques annexes à l'est.
Cette famille est parfois simplement appelée « sioux ». Certains écrivains préfèrent le nom de sioux-catawba car il indique clairement que le catawba est une branche éloignée des autres langues siouanes.

## Langues
Le siouan est composé d'environ 18 langues organisées en deux groupes :
- Langues catawbanes (en)
  - Catawba (éteinte)
  - Woccon (éteinte)
- Langues siouanes occidentales (en)
  - Mandan (éteinte)
  - Groupe de la vallée du Mississippi
    - Groupe chiwere-winnebago
      - Iowa-oto, aussi appelée : chiwere, iowa-oto-missouri (éteinte)
      - Winnebago, aussi appelé : ho-chank

    - Langues dakota, aussi appelées : sioux, dakotanes
      - Assiniboine, aussi appelé : nakota, nakona
      - Dakota, aussi appelé : dakhota, santee ; comprenant les dialectes autonomes santee-sisseton et yankton-yanktonnai[1]
      - Lakota
      - Stoney, aussi appelée : stony, nakoda

    - Langues dhegiha
      - Kanza, aussi appelée : kaw (éteinte)
      - Omaha-ponca
      - Osage (presque éteinte)
      - Quapaw, aussi appelée : arkansas, alkansea, capa, ogaxpa (éteinte)

  - Groupe de la vallée du Missouri
    - Crow
    - Hidatsa

  - Groupe de la vallée de l'Ohio
    - Groupe biloxi-ofo
      - Biloxi (éteinte)
      - Ofo (éteinte)

    - Tutelo ou saponi (éteinte)

## Apparentements
Certains linguistes regroupent les langues siouanes avec les langues caddoanes et iroquoiennes dans une famille de langues macro-sioux (en) mais cette hypothèse n'a pas été démontrée.

## Codes
- Code de langue IETF : sio